# Ulrike Lembke
Ulrike Lembke (* 1978) ist eine deutsche Juristin und ehemalige Hochschullehrerin. Seit dem 5. März 2020 ist sie Richterin am Verfassungsgericht Berlin.

## Beruflicher Werdegang
Ulrike Lembke studierte an der Universität Greifswald von 1998 bis 2003 Rechtswissenschaften und absolvierte parallel von 1999 bis 2001 ein Teilstudium der Politikwissenschaft und Anglistik. Ihre Erste Juristische Staatsprüfung legte sie 2003 in Schwerin mit der Note gut ab. 2008 wurde sie an der Universität Greifswald mit einer Dissertation zum Thema Einheit aus Erkenntnis? Zur Unzulässigkeit der verfassungskonformen Gesetzesauslegung als Methode der Normkompatibilisierung durch Interpretation bei Claus Dieter Classen und Matthias Jestaedt mit der Bewertung summa cum laude promoviert.
2009 legte sie ihr Zweites Staatsexamen am OLG Celle ab und lehrte bis 2015 als Juniorprofessorin für Öffentliches Recht und Legal Gender Studies an der Fakultät für Rechtswissenschaft der Universität Hamburg, von 2017 bis 2018 als Professorin für Gender im Recht an der FernUniversität in Hagen und von 2018 bis 2023 als Professorin für Öffentliches Recht und Geschlechterstudien der Humboldt-Universität zu Berlin. Seit 2023 fungiert sie als „freie Rechtswissenschaftlerin“.
Ihre Forschungsschwerpunkte liegen unter anderem in den Bereichen Rechtliche Geschlechterstudien, insbesondere Intersektionalität und Postkategorialität, Gewalt im Geschlechterverhältnis, Antidiskriminierungsrecht und Rechtssoziologie.
Am 26. Februar 2020 wurde sie von der Linksfraktion im Abgeordnetenhaus von Berlin für das Amt einer Richterin am Landesverfassungsgericht Berlin nominiert und am 5. März 2020 gewählt. Ihre Amtszeit endet 2027.

## Ämter und Mitgliedschaften
- Vorsitzende des Arbeitsstabs Reproduktive Gesundheit und reproduktive Rechte des Deutschen Juristinnenbundes[6]

## Positionen
Die Juristin forderte 2021 eine Alternative zum gegenwärtigen Abtreibungsrecht und stellt diese Forderung unter die Überschrift Reproduktive Gesundheit statt Strafverfolgung. Die Alternative müsse mit einem Zugang zu Verhütungsmitteln, Hebammenversorgung sowie sicherer und gewaltfreier Geburt verbunden sei. Außerdem sei ein effektives Verbot der Sterilisation von Frauen mit Lernschwierigkeiten durchzusetzen. Eine kinderfreundliche und inklusive Gesellschaft sei das Ziel.
Regelmäßig bringt sich Lembke fundiert in Auseinandersetzungen zur gendergerechten Sprache ein, so etwa als der Bundesgerichtshof in „Kunde“ als Überschrift einer Formularspalte keine Diskriminierung einer Sparkassenkundin hatte erkennen können. Die folgende Verfassungsbeschwerde wurde vom Bundesverfassungsgericht aus formalen Gründen nicht zur Entscheidung angenommen.
Mit einem Gutachten für die Stadt Hannover hat die Juristin den Gebrauch des Gendersternchens gerechtfertigt. Der rechtspopulistisch agierende Verein Deutsche Sprache hat ihr dafür den Negativpreis Sprachpanscher des Jahres verliehen.

## Schriften (Auswahl)
- als Herausgeberin mit Lena Foljanty: Feministische Rechtswissenschaft. Ein Studienbuch. Baden-Baden 2006, ISBN 3-8329-2235-0.
- Einheit aus Erkenntnis? Zur Unzulässigkeit der verfassungskonformen Gesetzesauslegung als Methode der Normkompatibilisierung durch Interpretation. Berlin 2009, ISBN 978-3-428-12813-6.
- als Herausgeberin: Menschenrechte und Geschlecht. Baden-Baden 2014, ISBN 3-8487-1637-2.
- als Herausgeberin: Regulierungen des Intimen. Sexualität und Recht im modernen Staat. Wiesbaden 2017, ISBN 978-3-658-11748-1.
- Staatliche Schutzpflichten gegen «Gehsteigbelästigungen». djbZ (Zeitschrift des Deutschen Juristinnenbundes), 2017, S. 11–12.